# Crateús (kommun)
Crateús är en kommun i Brasilien.   Den ligger i delstaten Ceará, i den östra delen av landet, 1 400 km nordost om huvudstaden Brasília. Antalet invånare är 72 853.
Följande samhällen finns i Crateús:
- Crateús

Omgivningarna runt Crateús är huvudsakligen savann. Runt Crateús är det glesbefolkat, med 10 invånare per kvadratkilometer.